# Ivanytchi
Ivanytchi (en ukrainien : Іваничі ; en russe : Иваничи, Ivanitchi ; en polonais : Iwanicze) est une commune urbaine de l'oblast de Volhynie, en Ukraine, et le centre administratif du raïon d'Ivanytchi. Sa population s'élevait à 6 810 habitants en 2013.

## Géographie
Ivanytchi se trouve à 19 km de la frontière polonaise, à 69 km à l'ouest de Loutsk et à 436 km à l'ouest de Kiev. 

## Histoire
La première mention d'Ivanytchi remonte à 1545, alors que la localité se trouvait sous la souveraineté du grand-duché de Lituanie. Après l'union de Lublin, en 1569, le village fut soumis à la république des Deux Nations. En 1629, il comptait 69 feux. Après la troisième partition de la Pologne, en 1795, Ivanytchi fut incorporé à l'Empire russe avec l'ouest de la Volhynie. Pendant la Première Guerre mondiale, Ivanytchi fut occupé par les forces alliées de l'Allemagne et de l'Autriche-Hongrie. Au début de 1919, il redevint polonais. Le 20 septembre 1939, après la signature du pacte germano-soviétique, le village, comme l'ensemble de l'Ukraine occidentale, fut envahi par l'Armée rouge, puis annexé par l'Union soviétique. Il fut occupé par l'Allemagne nazie du 22 juin 1941 au 20 juillet 1944. Après la guerre, Ivanytchi fit partie de la république socialiste soviétique d'Ukraine et reçut le statut de commune urbaine en 1951. Les armoiries et le gonfalon d'Ivanytchi furent adoptés en 1996.

## Population
Recensements (*) ou estimations de la population :
| 1959* | 1970* | 1979* | 1989* |
| ----- | ----- | ----- | ----- |
| 4 815 | 5 205 | 5 908 | 7 031 |

| 2001* | 2011  | 2012  | 2013  |
| ----- | ----- | ----- | ----- |
| 6 918 | 6 784 | 6 795 | 6 810 |

## Transports
Par la route, Ivanytchi se trouve à 87 km à l'ouest de Loutsk, à 26 km au sud de Volodymyr-Volynskyï et à 26 km au nord de Sokal, dans l'oblast de Lviv.